# Malcolm Anderson
Malcolm "Mal" Anderson, född 3 mars 1935 i Theodore, Queensland, är en australisk högerhänt tennisspelare. Anderson tillhörde världseliten bland amatörspelare under andra halvan av 1950-talet. Som bäst rankades han som nummer 2 (1957-58).
Malcolm Anderson upptogs 2000 i International Tennis Hall of Fame.

## Tenniskarriären
Malcolm Anderson vann totalt 4 titlar i Grand Slam (GS)-turneringar, varav en i singel, två i dubbel och en i mixed dubbel. Han blev professionell spelare 1959 och var som yrkesspelare därefter utestängd från GS-turneringar. Säsongen 1968 signerade han kontrakt för World Championship Tennis (WCT) och vann som WCT-proffs under 1970-talet sju singeltitlar. 
Anderson vann 1957 som första oseedade spelare singeltiteln i Amerikanska mästerskapen. I finalen besegrade han i en mycket "tät" match landsmannen Ashley Cooper (10-8, 7-5, 6-4). Tidigare under samma säsong hade han och Cooper vunnit dubbeltiteln i Franska mästerskapen. Säsongen 1958 nådde han åter singelfinal i Amerikanska mästerskapen, som han förlorade mot Cooper, denna gång i en ännu jämnare match (2-6, 6-3, 6-4, 8-10, 6-8).
Anderson nådde singelfinalen i Australiska mästerskapen 1958 och 1972. Han förlorade finalerna mor Cooper (1958) och Ken Rosewall (1972).
Som professionell spelare vann han 1973, vid 37 års ålder, dubbeltiteln i Australiska öppna tillsammans med John Newcombe.
Anderson var medlem i det australiska Davis Cup-laget 1954, 1957-58 och 1973. Han spelade totalt 19 matcher av vilka han vann 13.

## Spelaren och personen
Malcolm Anderson började spela tennis som åttaåring men han var 16 år innan han började träna på allvar för en tävlingskarriär.
Han är gift med Roy Emersons syster, Daphne. 

## Grand Slam-titlar
- Australiska mästerskapen
  - Dubbel - 1973 (med John Newcombe)
  - Mixed dubbel - 1957
- Franska mästerskapen
  - Dubbel - 1957
- Amerikanska mästerskapen
  - Singel - 1957

## Titlar iprofessionella tennismästerskap
- Wembley World Pro
  - Singel - 1959